# مالبارتيدا دي كورنيخا
بلدية مالبارتيدا دي كورنيخا (بالإسبانية: Malpartida de Corneja) هي بلدية تقع في مقاطعة آبلة التابعة لمنطقة قشتالة وليون وسط إسبانيا.

## الديموغرافيا
بلغ عدد سكان بلدية مالبارتيدا دي كورنيخا 138 نسمة عام 2011 (وفقاً للمعهد الوطني للإحصاء الإسباني).
| 239 | 214 | 191 | 177 | 166 | 148 | 138 |